# Bartolomeo Bellano

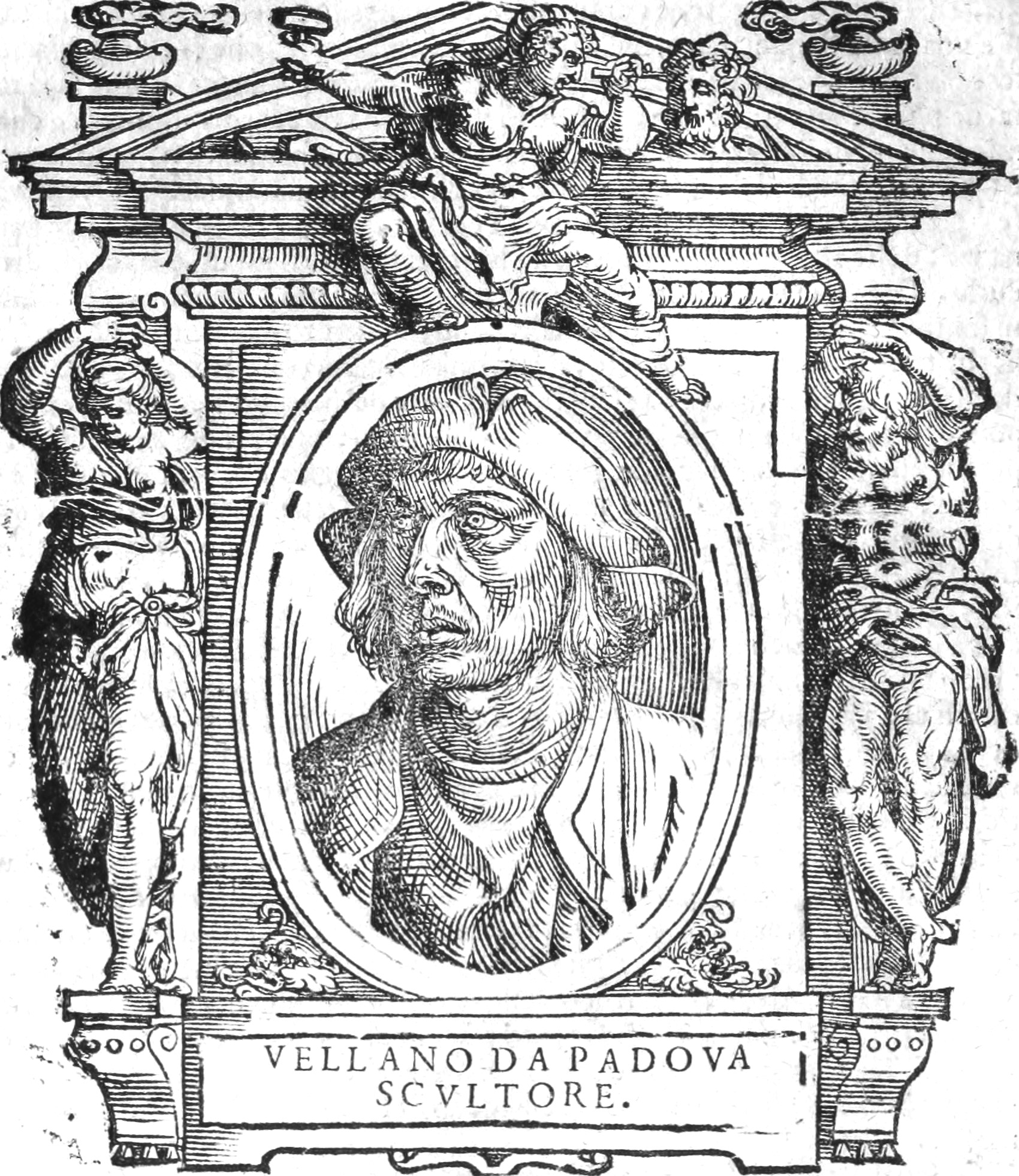
Retrato de Bartolomeo Bellano en la edición de Le Vite delle più eccellenti pittori, scultori, ed architettori, de Giorgio Vasari, de 1568.

Bartolomeo Bellano, también conocido como Bartolomeo Vellano y Vellano da Padova (Padua, 1437-1438 -Pádua, 1496-1497), fue un escultor y arquitecto del Renacimiento italiano.
Era hijo de un orfebre y estudió con el escultor Donatello (c. 1386-1466). Sus primeras obras documentadas son cuatro relieves en terracota que representan a unos niños, que le fueron encargados en 1460. Una de estas terracotas se conserva en el Museo de Bellas Artes de Lyon. En 1456 ayudó a Donatello en la realización de los púlpitos de San Lorenzo para la Basílica de San Lorenzo de Florencia. En 1467 se encontraba de nuevo en su ciudad natal, donde hizo una estatua en bronce del papa Pablo II, que fue refundida en el año 1798. Andrea Briosco llamado el Riccio (1470-1532) fue uno de sus discípulos.